# Tierra Blanca, Rodeo
Tierra Blanca är en ort i Mexiko.   Den ligger i kommunen Rodeo och delstaten Durango, i den centrala delen av landet, 800 km nordväst om huvudstaden Mexico City. Tierra Blanca ligger 1 343 meter över havet och antalet invånare är 230.
Terrängen runt Tierra Blanca är kuperad åt sydost, men åt nordväst är den platt. Runt Tierra Blanca är det glesbefolkat, med 9 invånare per kvadratkilometer. Närmaste större samhälle är Rodeo, 5,8 km söder om Tierra Blanca. Omgivningarna runt Tierra Blanca är i huvudsak ett öppet busklandskap.